# Дюрант (Оклахома)
Дюрант (англ. Durant) — місто (англ. city) в США, в окрузі Браян штату Оклахома. Населення — 18 589 осіб (2020).

## Географія
Дюрант розташований за координатами 33°59′44″ пн. ш. 96°23′39″ зх. д. / 33.99556° пн. ш. 96.39417° зх. д. (33.995570, -96.394176). За даними Бюро перепису населення США в 2010 році місто мало площу 69,34 км², з яких 69,17 км² — суходіл та 0,16 км² — водойми.

### Клімат
| Клімат : Дюрант         | Клімат : Дюрант | Клімат : Дюрант | Клімат : Дюрант | Клімат : Дюрант | Клімат : Дюрант | Клімат : Дюрант | Клімат : Дюрант | Клімат : Дюрант | Клімат : Дюрант | Клімат : Дюрант | Клімат : Дюрант | Клімат : Дюрант | Клімат : Дюрант |
| Показник                | Січ.            | Лют.            | Бер.            | Квіт.           | Трав.           | Черв.           | Лип.            | Серп.           | Вер.            | Жовт.           | Лист.           | Груд.           | Рік             |
| Абсолютний максимум, °C | 31,7            | 33,9            | 37,2            | 36,1            | 39,4            | 41,7            | 43,9            | 47,8            | 43,9            | 37,8            | 31,1            | 30,6            | 47,8            |
| Середній максимум, °C   | 11,7            | 13,9            | 18,9            | 23,9            | 27,8            | 32,8            | 35,0            | 35,6            | 31,7            | 25,6            | 18,3            | 12,8            | 23,9            |
| Середній мінімум, °C    | −0,6            | 1,1             | 5,6             | 10,6            | 15,0            | 20,0            | 21,7            | 21,1            | 17,2            | 11,1            | 5,0             | 0,6             | 10,6            |
| Абсолютний мінімум, °C  | −21,1           | −20             | −21,7           | −2,2            | 0,6             | 7,8             | 11,1            | 10,0            | 1,1             | −8,9            | −12,8           | −15             | −21,1           |
| Норма опадів, мм        | 56              | 69              | 74              | 114             | 137             | 97              | 81              | 71              | 76              | 97              | 66              | 66              | 1003            |
| ----------------------- | --------------- | --------------- | --------------- | --------------- | --------------- | --------------- | --------------- | --------------- | --------------- | --------------- | --------------- | --------------- | --------------- |
| Джерело: weather.com    |                 |                 |                 |                 |                 |                 |                 |                 |                 |                 |                 |                 |                 |

## Демографія
Згідно з переписом 2010 року, у місті мешкало 15 856 осіб у 6331 домогосподарстві у складі 3651 родини. Густота населення становила 229 осіб/км². Було 7202 помешкання (104/км²).
Расовий склад населення:
| - 74,7 % — білих - 13,3 % — корінних американців - 2,2 % — чорних або афроамериканців - 0,7 % — азіатів - 2,6 % — осіб інших рас |

До двох чи більше рас належало 6,4 %. Частка іспаномовних становила 7,1 % від усіх жителів.
За віковим діапазоном населення розподілялося таким чином: 22,0 % — особи молодші 18 років, 63,8 % — особи у віці 18—64 років, 14,2 % — особи у віці 65 років та старші. Медіана віку мешканця становила 30,9 року. На 100 осіб жіночої статі у місті припадало 94,7 чоловіків; на 100 жінок у віці від 18 років та старших — 90,9 чоловіків також старших 18 років.
Середній дохід на одне домашнє господарство становив 43 965 доларів США (медіана — 33 063), а середній дохід на одну сім'ю — 52 816 доларів (медіана — 42 093). Медіана доходів становила 33 397 доларів для чоловіків та 27 159 доларів для жінок. За межею бідності перебувало 25,3 % осіб, у тому числі 33,3 % дітей у віці до 18 років та 8,8 % осіб у віці 65 років та старших.
Цивільне працевлаштоване населення становило 7044 особи. Основні галузі зайнятості: освіта, охорона здоров'я та соціальна допомога — 23,1 %, мистецтво, розваги та відпочинок — 17,6 %, роздрібна торгівля — 12,9 %, виробництво — 8,9 %.